# Enevold Berregaard
Enevold Nielsen Berregaard (født 1653 i Gjøl Præstegård, død 25. april 1731 på Kølbygård) var en dansk godsejer og borgmester, far til Christian Berregaard.
Han var søn af præst i Gjøl Sogn Niels Pedersen Bjerregaard (1615-1656) og Mette Sørensdatter Bhie. Han var 1679 rådmand i Thisted, blev 1681 borgmester i samme by, var 1688 forpagter på Kølbygård, som han købte 1698 og 1726 oprettede til stamhus for sin slægt. Han ejede også herregårdene Ullerupgård (1681-1713), Frøslevgård (til 1724), Vesløsgård (1702), Todbøl (1698-1701) og Kabbel (1729-31).
1721 blev han justitsråd og blev adlet den 19. august 1726.
9. oktober 1679 ægtede han i Thisted Kirke Anna Kristensdatter Søe (1646 i Thisted – 30. maj 1736 på Kølbygård), som 1. gang var gift med rådmand Søren Jacobsen Lugge (død 1679). Berregaard er begravet i slægtens gravkapel i denne kirke, hvor han 1684 lod et epitafium med portrætmaleri ophænge og 1722 renovere. Inskriptionen lyder: "Anno 1722 haver wellædle og welb. Envold Berregaard till Kiølbyegaard, Kong. May. Justitz Raad og hans kiere Frue Anne Søe ladett dette Epitaphium renovere, som de Anno 1684 till Guds Ære, Kirkens Prydelse og en christelig Amindelse lod indrette. Psalm 62 V. 12." Der findes også et portrætmaleri baseret på epitafiets maleri, som tidligere hang på Kølbygård.